# Okharbot
Okharbot (nep. ओखरबोट) – gaun wikas samiti w zachodniej części Nepalu w strefie Dhawalagiri w dystrykcie Myagdi. Według nepalskiego spisu powszechnego z 2001 roku, liczył on 439 gospodarstw domowych i 2351 mieszkańców (1201 kobiet i 1150 mężczyzn).